# Obrajuelo (Apaseo el Grande)
Obrajuelo es una localidad del estado mexicano de Guanajuato. Es parte del municipio de Apaseo el Grande.

## Demografía
| Gráfica de evolución demográfica |
|                                  |

| Censo | Población |
| ----- | --------- |
| 1900  | 436       |
| 1910  | 382       |
| 1921  | 586       |
| 1930  | 997       |
| 1940  | 1 070     |
| 1950  | 1 092     |
| 1960  | 1 260     |
| 1970  | 1 525     |
| 1980  | 1 930     |
| 1990  | 2 362     |
| 2000  | 2 361     |
| 2010  | 2 932     |
| 2020  | 2 564     |